# Ockershausen
Ockershausen ist ein 1931 eingemeindeter Stadtteil und Ortsbezirk innerhalb der Kernstadt von Marburg im mittelhessischen Landkreis Marburg-Biedenkopf mit knapp 6000 Einwohnern.

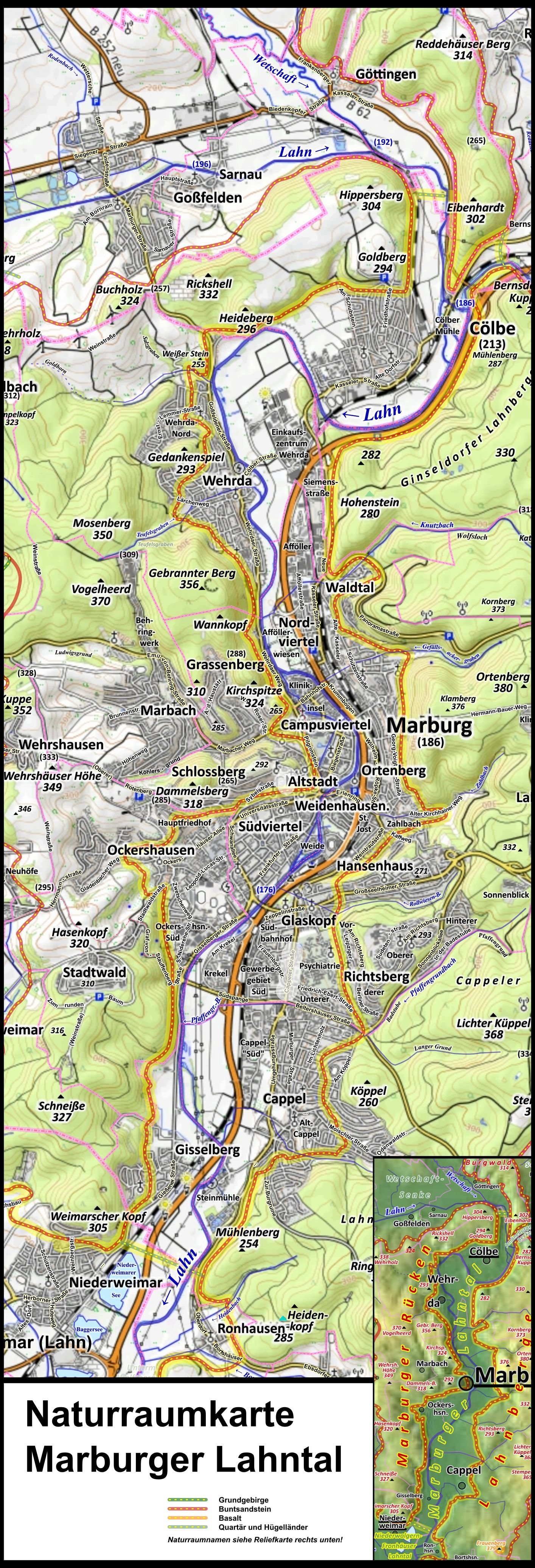
Ockershausen und Stadtwald westlich der Altstadt am linken Kartenrand mit Bergen und Naturräumen

## Geographie

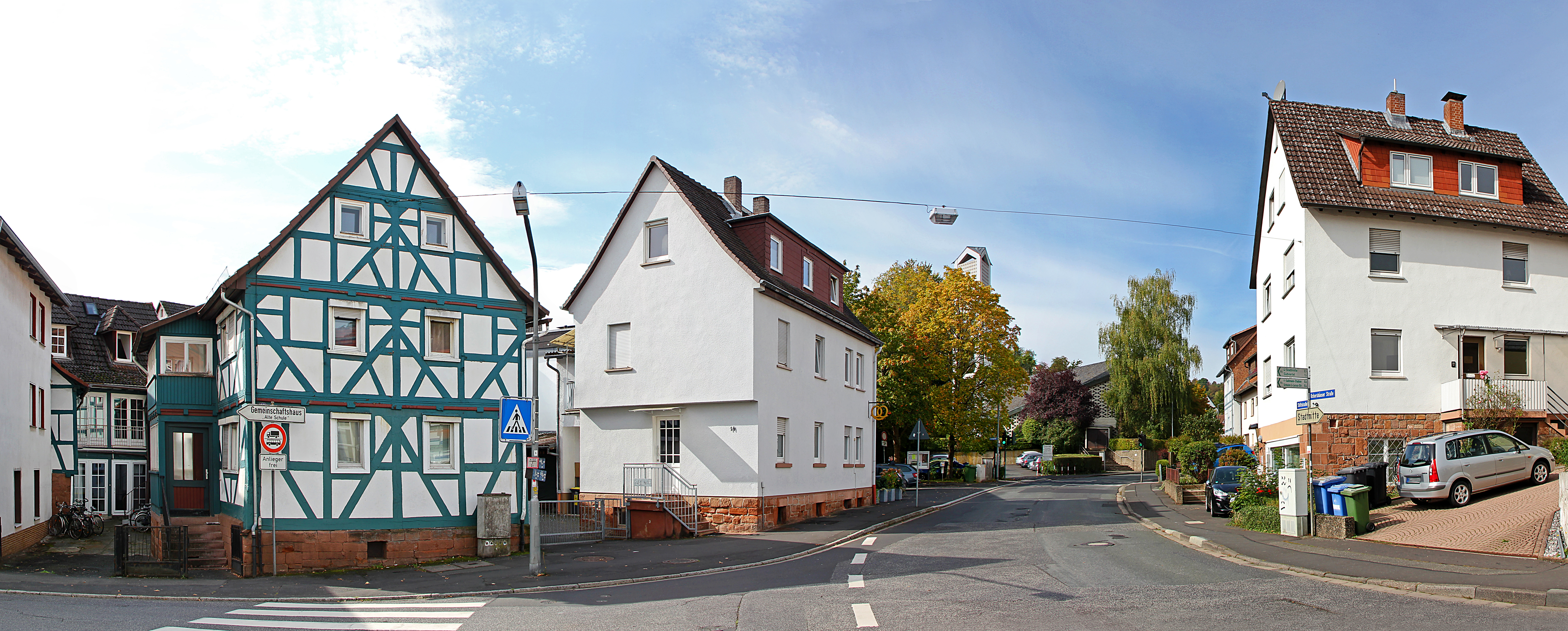
Dallesplatz mit Kirche stadtauswärts

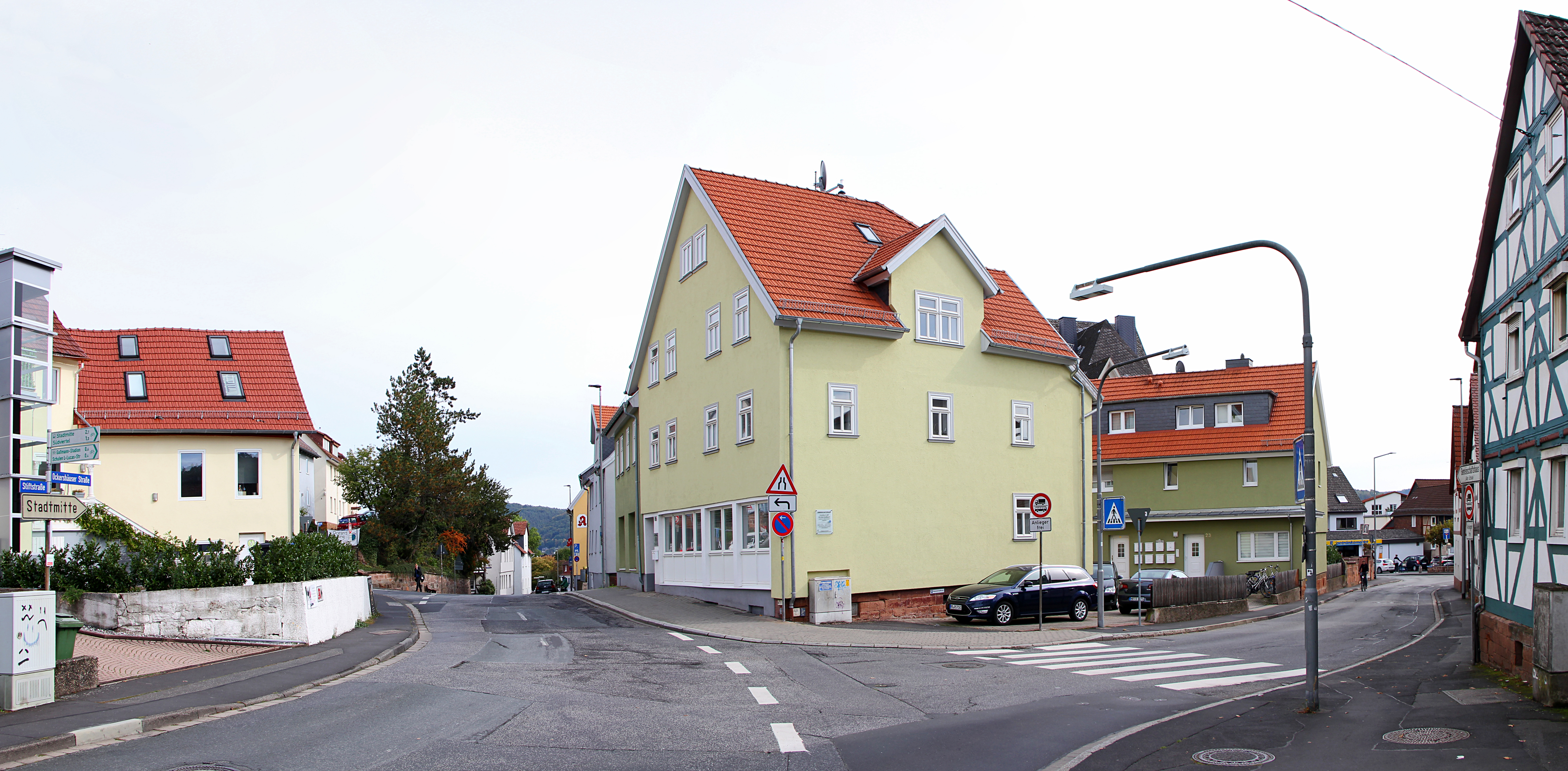
Dallesplatz stadteinwärts

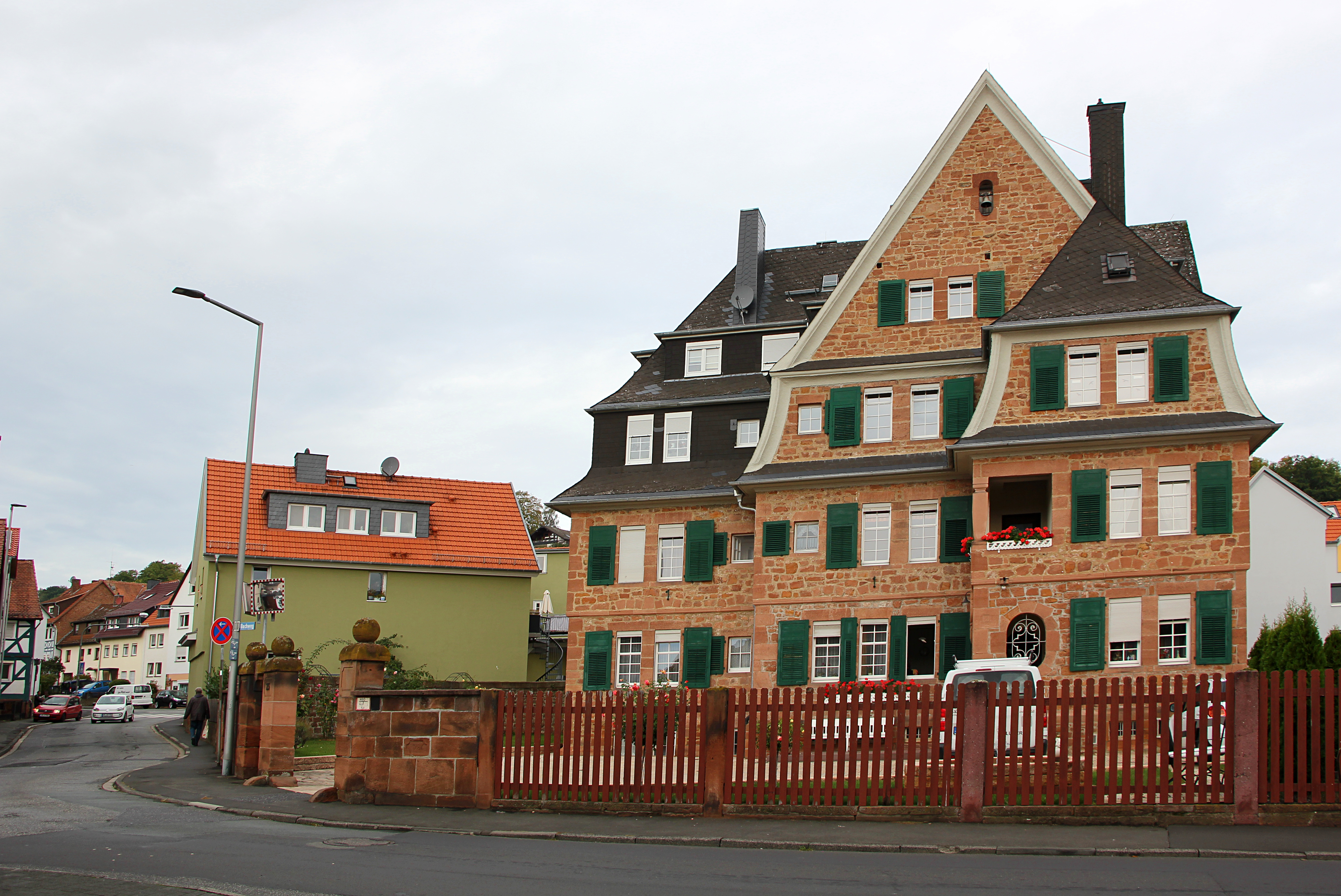
Wolffsche Stiftung

Der heutige Stadtteil Ockershausen, der sich unmittelbar südwestlich an die inneren Stadtteile Marburgs anschließt, umfasst neben dem gleichnamigen statistischen Bezirk (4463 Einwohner) auch den statistischen Bezirk Stadtwald (1403 Einwohner), der im Jahr 1996 abgespalten wurde. Er reicht nach Norden (Hohe Leuchte und Habichtstalgasse) bis unmittelbar vor die Straße Rotenberg (statistischer Bezirk Grassenberg), nach Nordosten bis unmittelbar vor die Schwanallee, jedoch ohne die Straßen Schwanhof und  Teichwiesenweg (jeweils statistischer Bezirk Südviertel), nach Osten bis vor die Gisselberger Straße (bis Nr. 53, Kreuzung mit der Willi-Mock-Straße, ebenfalls Südviertel), und nach Südosten bis an die Lahn.
Neben der etwa 310 ha einnehmenden Gemarkung Ockershausens umfasst dieses Gebiet einige Teile der Marburger Gemarkung mit vor allem seit der Eingemeindung im Jahr 1931 errichteten öffentlichen Gebäuden und Flächen:
- Im Nordosten das Gebiet des Hauptfriedhofs Marburg, dessen ältester Teil bereits 1865 errichtet wurde und der im Laufe des 20. Jahrhunderts deutlich nach Nordwesten erweitert wurde. Daran südlich anschließend insbesondere die Ockershäuser Allee (wird auf Ockershäuser Gemarkung zu Ockershäuser Straße und Herrmannstraße) und alle von ihr abgehenden Straßen.
- Im Osten das Gebiet mit diversen seither errichteten Schulen (Elisabethschule in den 1950ern, Neubau des Philippinums 1969, Kaufmännische Schulen, Waldorfschule, Pestalozzischule) sowie dem 1967 errichteten Georg-Gaßmann-Stadion. Darin insbesondere die Leopold-Lucas-Straße 3 bis 65 und die Häuser Bachweg 25, 27 und 29. (Die Sophie-von-Brabant-Schule liegt bereits auf Ockershäuser Gemarkung.)
- Im Süden das ehemalige Gelände der von 1938 bis 1993 in Betrieb befindlichen Tannenberg-Kaserne oberhalb des Cyriaxweimarer Bachs sowie den Stadtwald südlich davon.

Der Stadtteil rechts bzw. westlich der Lahn steigt vom Marburg-Gießener Lahntal zum Marburger Rücken mit nur stellenweise bebauten Hangflächen an der Schülerhecke und mit den Hangkanten im Buntsandstein des Hasenkopfes steil an.

## Quartier Stadtwald

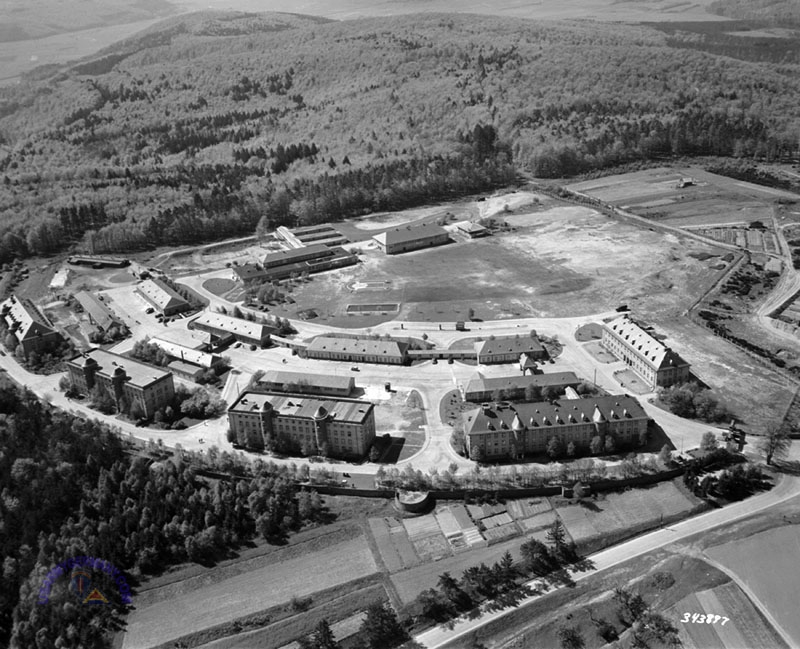
Die Tannenberg-Kaserne 1950 im Wald (Luftbild)

Zu Ockershausen gehört neben dem alten Kernort im Lahntal auch der Stadtwald, ein neuer, jedoch nicht eigenständiger Stadtteil Marburgs, der im Gebiet der ehemaligen Tannenberg-Kaserne erbaut wurde, etwa 130 m höher gelegen als die Innenstadt im Lahntal. Teilweise wird diese Konversionsfläche mit seinen Lagerhallen als Gewerbefläche genutzt.
Die Siedlung mit Mehrfamilienhäusern entlang der vom Tal her ansteigenden Graf-von-Stauffenberg-Straße und die 30 ha umfassende halbkreisförmige Anlage des ehemaligen Kasernenstandorts mit innerem und äußerem Ring ist bis auf die landwirtschaftliche Fläche im Norden von einem Waldgebiet auf dem Marburger Rücken umgeben. Einige Gebäude stehen unter Denkmalschutz. Zentraler Bereich ist der Platz der Weißen Rose. Der Stadtteil wird mit Fernwärme durch ein Heizwerk versorgt.
Die weithin sichtbare fast baumlose Kuppe Hasenkopf nördlich des Quartiers Stadtwald ist nicht nur für die Naherholung bedeutsam, als Orientierungspunkt am Rand des in Nord-Süd-Richtung verlaufenden Lahntals wird es als Trittstein und Rastplatz für den Vogelzug angesehen. Zwischen der ehemaligen Tannenbergkaserne im Süden und der Kuppe mit Fernblick auf die Mittelgebirge jenseits der Elnhausen-Michelbacher Senke ist zur Verringerung des Wohnraummangels in der Stadt ein Baugebiet auf der von der Kernstadt abgewandten Seite am Hang in Richtung Cyriaxweimar geplant, wobei die Kuppe selbst von Bebauung freibleiben soll.

## Geschichte

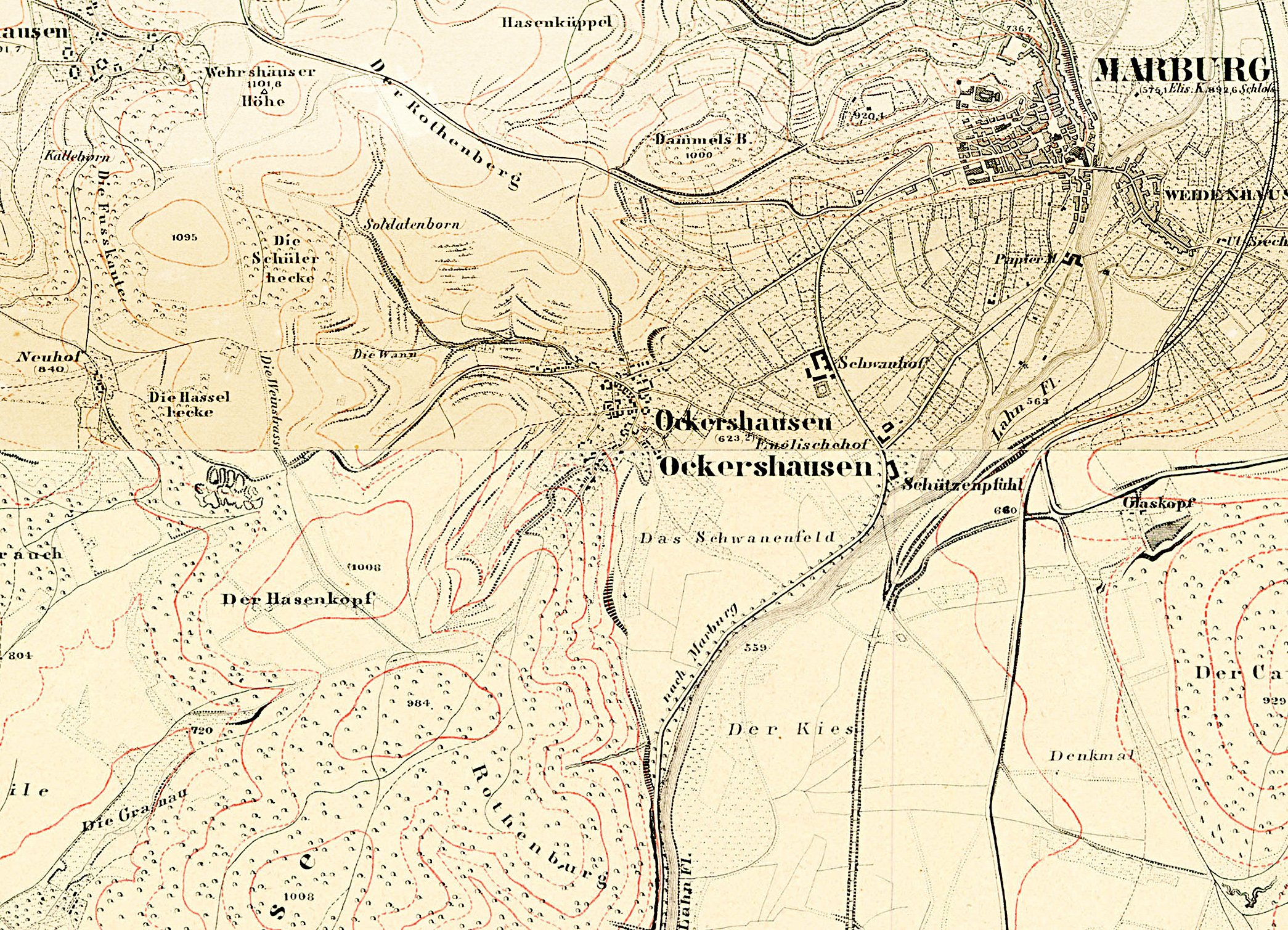
Topografische Karte von 1857 mit Weggabelung im Osten, dem heutigen Wilhelmsplatz. Dort beginnt der Stadtteil.

Soweit bekannt, wurde der Ort als Okerhusin im Jahr 1234 in einer Urkunde der Deutschordensballei Hessen erstmals schriftlich erwähnt. Nach dem ältesten erhaltenen Salbuch (Erbregister) des Amtes Marburg von 1374 war Ockershausen neben Cappel, Marbach und Wehrda ein Hausdorf der Landgrafen von Hessen. Dies bedeutete, dass die Bewohner dieser dem Marburger Schloss am nächsten gelegenen Dörfer zu zusätzlichen Hand- und Spanndiensten für die Landgrafen verpflichtet waren.
Bereits 1931 wurde Ockershausen als Stadtteil nach Marburg eingemeindet, das frühere flache Ackerland im Tal mit Wohngebäuden bebaut. Ockershausen ist heute ein Stadtteil innerhalb der Kernstadt Marburgs.

### Verwaltungsgeschichte im Überblick
Die folgende Liste zeigt die Staaten und Verwaltungseinheiten, denen Ockershausen angehört(e):
- vor 1567: Heiliges Römisches Reich, Landgrafschaft Hessen Amt Marburg[11]
- ab 1567: Heiliges Römisches Reich, Landgrafschaft Hessen-Marburg, Amt Marburg
- 1604–1648: Heiliges Römisches Reich, strittig zwischen Landgrafschaft Hessen-Darmstadt und Landgrafschaft Hessen-Kassel (Hessenkrieg), Amt Marburg
- ab 1648: Heiliges Römisches Reich, Landgrafschaft Hessen-Kassel, Amt Marburg
- 1787: Heiliges Römisches Reich, Landgrafschaft Hessen-Kassel, Amt Marburg[12]
- ab 1806: Landgrafschaft Hessen-Kassel, Amt Marburg
- 1807–1813: Königreich Westphalen,[Anm. 2] Departement der Werra, Distrikt Marburg, Kanton Marburg
- ab 1815: Kurfürstentum Hessen,[Anm. 3] Oberhessen, Amt Marburg[13]
- ab 1821: Kurfürstentum Hessen, Provinz Oberhessen, Kreis Marburg[14][Anm. 4]
- ab 1848: Kurfürstentum Hessen, Bezirk Marburg
- ab 1851: Kurfürstentum Hessen, Provinz Oberhessen, Kreis Marburg
- ab 1867: Königreich Preußen,[Anm. 5] Provinz Hessen-Nassau, Regierungsbezirk Kassel, Kreis Marburg
- ab 1871: Deutsches Reich, Königreich Preußen, Provinz Hessen-Nassau, Regierungsbezirk Kassel, Kreis Marburg
- ab 1918: Deutsches Reich (Weimarer Republik), Freistaat Preußen, Provinz Hessen-Nassau, Regierungsbezirk Kassel, Kreis Marburg
- ab 1931: Deutsches Reich, Freistaat Preußen, Provinz Hessen-Nassau, Regierungsbezirk Kassel, Kreis Marburg, Stadt Marburg[Anm. 6]

### Gerichte seit 1821
Mit Edikt vom 29. Juni 1821 wurden in Kurhessen Verwaltung und Justiz getrennt. In Marburg wurde der Kreis Marburg für die Verwaltung eingerichtet und das Landgericht Marburg war als Gericht in erster Instanz für Ockershausen zuständig. 1850 wurde das Landgericht in Justizamt Marburg umbenannt. Nach der Annexion Kurhessens durch Preußen 1866 erfolgte am 1. September 1867 die Umbenennung des bisherigen Justizamtes in Amtsgericht Marburg. Auch mit dem Inkrafttreten des Gerichtsverfassungsgesetzes von 1879 blieb das Amtsgericht unter seinem Namen bestehen.

## Bevölkerung

### Einwohnerentwicklung
| Quelle: Historisches Ortslexikon | |
| • 1577:                          | 19 Hausgesesse |
| • 1630:                          | 23 Haushalte (1 vierspännige, 2 dreispännige, 1 zweispännige Ackerleute, 16 Einläuftige, 3 Witwen)                                         |
| • 1681:                          | 18 hausgesessene Mannschaften |
| • 1747:                          | 61 Haushalte |
| • 1767:                          | 335 Einwohner (1 Zimmermann, 1 Maurer, 1 Weißbinder, 1 Schneider, 1 Leineweber, 3 Wirte, 29 Tagelöhner und -innen, 1 Jude als Viehhändler) |
| • 1838:                          | 755 Einwohner in 118 Familien (44 Ackerbau, 21 Gewerbe, 53 Tagelöhner)                                                                     |

Die folgende Grafik weist nach 1995 die Summe der beiden Einwohnerzahlen der statistischen Bezirke Ockershausen und Stadtwald aus, in die 1996 der Stadtteil Ockershausen aufgespalten wurde.
| Ockershausen: Einwohnerzahlen von 1767 bis 2015 | Ockershausen: Einwohnerzahlen von 1767 bis 2015 | Ockershausen: Einwohnerzahlen von 1767 bis 2015 | Ockershausen: Einwohnerzahlen von 1767 bis 2015 | Ockershausen: Einwohnerzahlen von 1767 bis 2015 |
| --- | ----------------------------------------------- | ----------------------------------------------- | ----------------------------------------------- | ----------------------------------------------- |
| Jahr |                                                 |                                                 |                                                 | Einwohner                                       |
| 1767 | 1767                                            |                                                 | 335                                             | 335                                             |
| 1800 | 1800                                            |                                                 | ?                                               | ?                                               |
| 1834 | 1834                                            |                                                 | 698                                             | 698                                             |
| 1840 | 1840                                            |                                                 | 756                                             | 756                                             |
| 1846 | 1846                                            |                                                 | 836                                             | 836                                             |
| 1852 | 1852                                            |                                                 | 911                                             | 911                                             |
| 1858 | 1858                                            |                                                 | 823                                             | 823                                             |
| 1864 | 1864                                            |                                                 | 875                                             | 875                                             |
| 1871 | 1871                                            |                                                 | 885                                             | 885                                             |
| 1875 | 1875                                            |                                                 | 882                                             | 882                                             |
| 1885 | 1885                                            |                                                 | 954                                             | 954                                             |
| 1895 | 1895                                            |                                                 | 1.020                                           | 1.020                                           |
| 1905 | 1905                                            |                                                 | 1.182                                           | 1.182                                           |
| 1910 | 1910                                            |                                                 | 1.234                                           | 1.234                                           |
| 1925 | 1925                                            |                                                 | 1.366                                           | 1.366                                           |
| 1946 | 1946                                            |                                                 | ?                                               | ?                                               |
| 1956 | 1956                                            |                                                 | ?                                               | ?                                               |
| 1970 | 1970                                            |                                                 | ?                                               | ?                                               |
| 1987 | 1987                                            |                                                 | 4.818                                           | 4.818                                           |
| 1991 | 1991                                            |                                                 | 5.084                                           | 5.084                                           |
| 1995 | 1995                                            |                                                 | 5.294                                           | 5.294                                           |
| 1999 | 1999                                            |                                                 | 5.468                                           | 5.468                                           |
| 2005 | 2005                                            |                                                 | 5.943                                           | 5.943                                           |
| 2009 | 2009                                            |                                                 | 6.170                                           | 6.170                                           |
| 2011 | 2011                                            |                                                 | 5.510                                           | 5.510                                           |
| 2015 | 2015                                            |                                                 | 5.797                                           | 5.797                                           |
| Datenquelle: Historisches Gemeindeverzeichnis für Hessen: Die Bevölkerung der Gemeinden 1834 bis 1967. Wiesbaden: Hessisches Statistisches Landesamt, 1968. Weitere Quellen: LAGIS:; Stadt Marburg: 1987–1998, 1999–2003; 2005–2010; 2011–2015; Zensus 2011 |                                                 |                                                 |                                                 |                                                 |

Der scheinbare Einbruch im Jahr 2011 korreliert mit den anderen Ergebnissen für die Stadt Marburg aus dem Zensus 2011: Die Stadt hatte für sich per Fortschreibung im Jahr 2010 eine Einwohnerzahl von 80.656 errechnet, kam beim Zensus aber auf nur 71.413, also über 11 % weniger. Berücksichtigt man diese Fehlkalkulation, dürfte die Einwohnerzahl Ockershausens seit 1987 kontinuierlich (leicht) gestiegen sein.

### Historische Religionszugehörigkeit
| Quelle: Historisches Ortslexikon | |
| • 1861:                          | 716 evangelisch-lutherische, 103 evangelisch-reformierte, 6 römisch-katholische sowie 40 jüdische Einwohner              |
| • 1885:                          | 899 evangelische (= 94,2 %), 22 katholische (= 2,3 %), ein Christ anderer Konfession und 32 jüdische (= 3,4 %) Einwohner |
| • 1987:                          | 3015 evangelische (= 62,6 %), 814 katholische (= 16,9 %) Einwohner                                                       |

### Jüdische Einwohner
| Quelle: Historisches Ortslexikon |              |
| • 1744:                          | Erwähnt.     |
| • 1835:                          | 31 Einwohner |
| • 1861:                          | 40 Einwohner |
| • 1885:                          | 32 Einwohner |
| • 1905:                          | 24 Einwohner |

## Politik

### Ortsbeirat
- Linke: 1
- Grüne: 2
- SPD: 2
- GLO: 3
- CDU: 1

- GLO = Gemeinschaftsliste Ockershausen

Für den Stadtteil Ockershausen besteht ein Ortsbezirk mit Ortsbeirat und Ortsvorsteher nach der Hessischen Gemeindeordnung. Er umfasst das Gebiet der ehemaligen Gemeinde Ockershausen. Für die Sitzverteilung siehe die nebenstehende Grafik. Der Ortsbeirat wählte Harald Ludwig Schneider (GLO) zum Ortsvorsteher.

## Kultur und Sehenswürdigkeiten

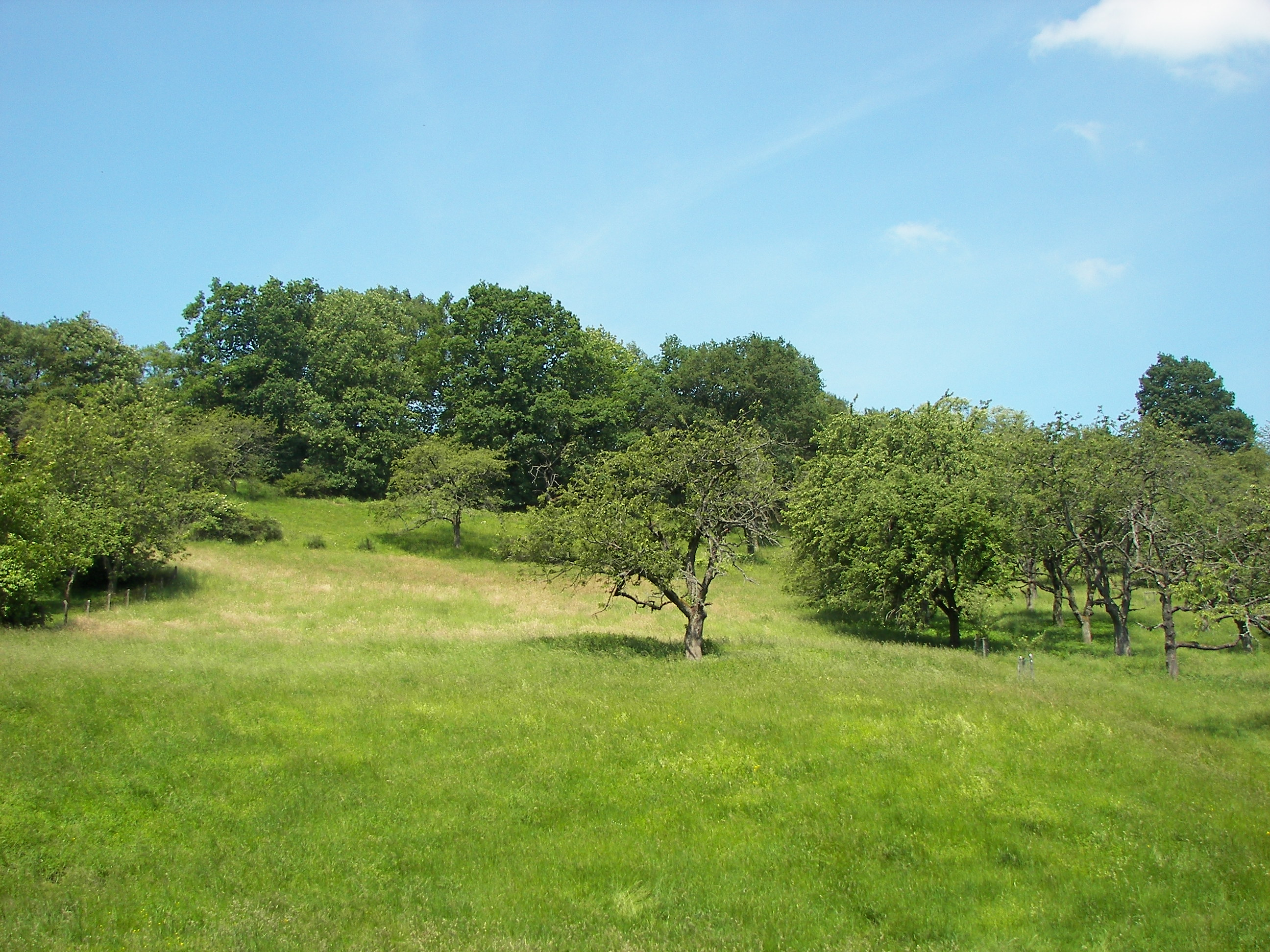
Heiliger Grund

### Vereine
Im sportlichen Bereich gibt es in Ockershausen den Turnverein TSV Marburg-Ockershausen, zu dem eine der erfolgreichsten Rhönrad-Mannschaften Deutschlands gehört. Die Turner des Vereins gewannen bereits zahlreiche Weltmeistertitel und Deutsche Meisterschaften.

### Heiliger Grund
Der Heilige Grund ist ein als Streuobstwiese genutztes Tal, das den alten Ortskern von Ockershausen mit der neueren Siedlung Stadtwald verbindet. Es weist eine große Vielfalt an Tier- und Pflanzenarten auf. Die Bezeichnung Heiliger Grund wird seit dem Mittelalter verwendet. Bis zum Jahr 1150 gehörte Marburg kirchenrechtlich zu Oberweimar, wo auch die Marburger Toten begraben werden mussten. Die Leichen wurden über den Totenweg, der im Heiligen Grund verläuft, nach Oberweimar transportiert. Die Beerdigung der Toten aus dem damals eigenständigen Dorf Ockershausen erfolgte noch bis 1570 in Oberweimar. Oberhalb des Heiligen Grundes, auf dem Gebiet der Gemarkung Tanzplatz, wurde eine bandkeramische Siedlung entdeckt.

### Kirche

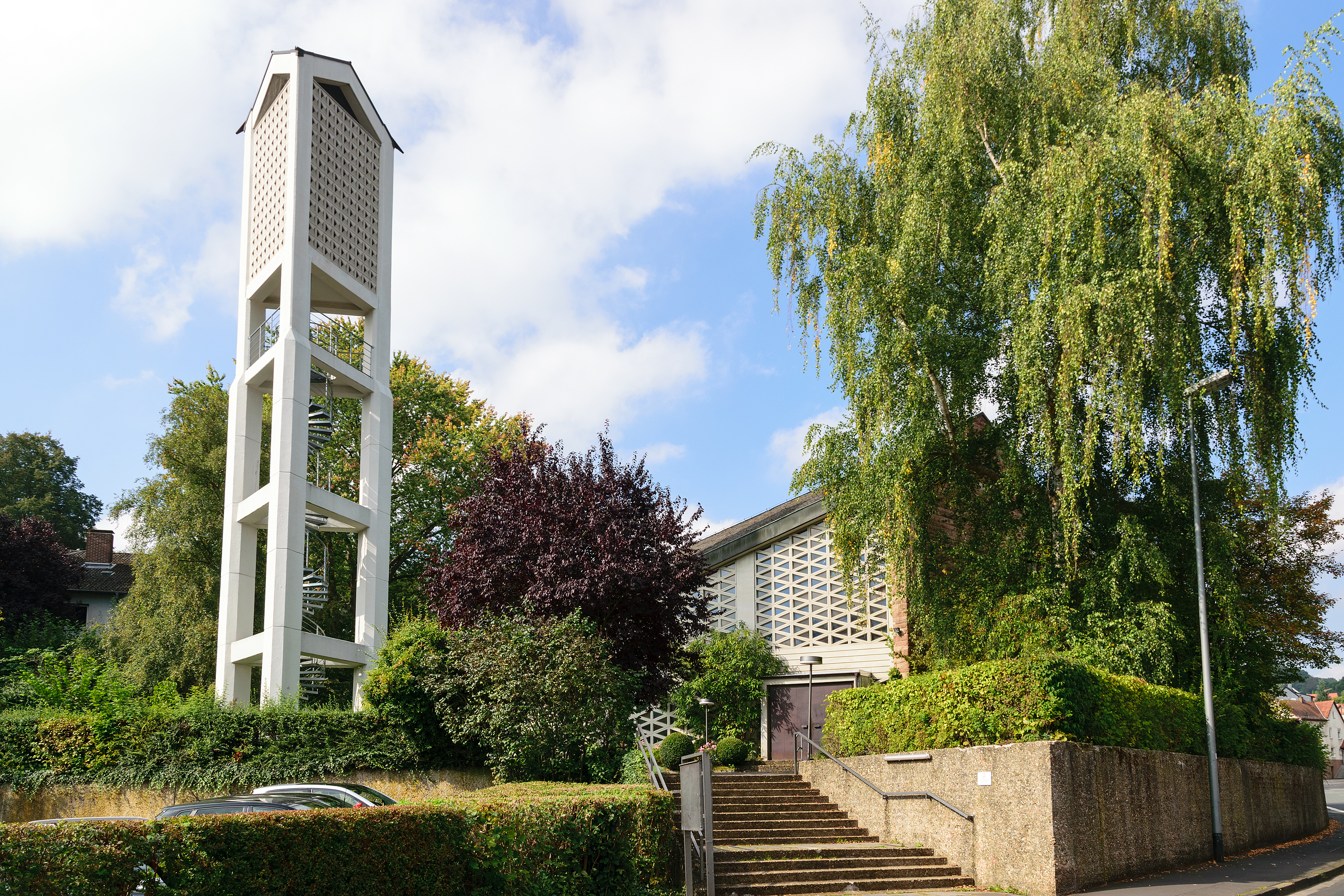
Matthäuskirche

In Ockershausen befindet sich die Matthäuskirche mit ihrem externen weißen Turm. Außerdem wurde im Jahr 2005 die „Evangelische Kirche im Stadtwald“ neu gegründet. Die „Christliche Gemeinde Marburg“ ist in der Nähe des Friedhofes angesiedelt.

## Infrastruktur

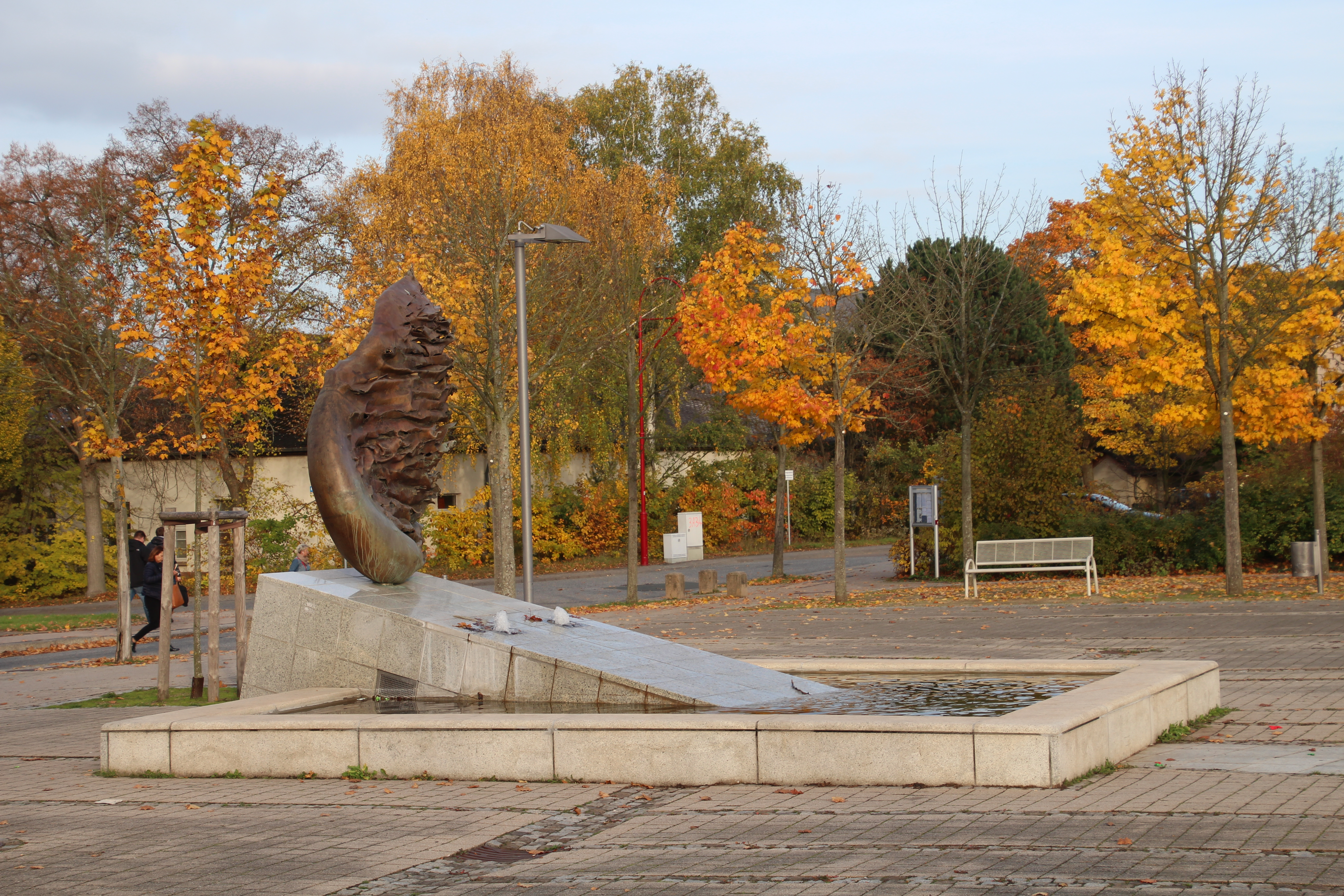
Denkmal am zentralen Platz der Weißen Rose

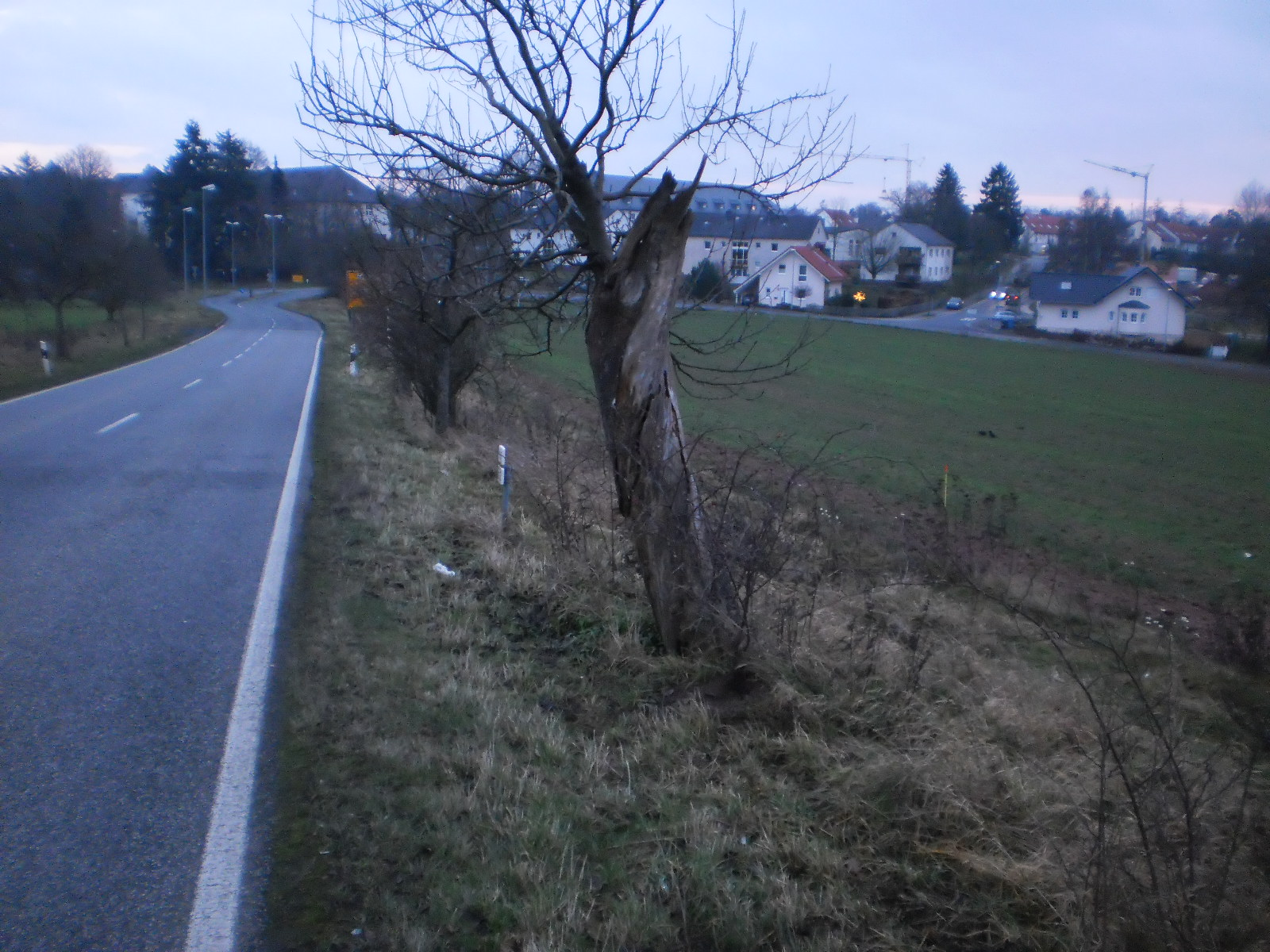
Stadtwald mit K68 und alten Apfelbäumen, Kreisel und Ackerflächen am Hasenkopf (2015)

### Verkehr
Die Straßenkreuzung von Stiftstraße und Ockershäuser Straße nahe der Abzweigung zur Hohen Leuchte ist ein Verkehrsknotenpunkt in der Ortsmitte. Sie wird mundartlich Dallesplatz genannt.
Die Stadtbuslinie 5 verbindet die beiden Wohngebiete mit der Innenstadt und dem Bahnhof an der Main-Weser-Bahn; der Bus fährt auf der Kreisstraße K68 mit einem Kreisel am Siedlungsrand des halbkreisförmigen Straßennetzes im Stadtwald-Quartier durch die offene Landschaft; der Platz der Weißen Rose ist Endhaltestelle. Eine weitere Buslinie, die Linie 17, durchquert die höher gelegene Wohnsiedlung Stadtwald mit einer anschließenden Ringlinienführung durch die Außenstadtteile Hermershausen, Haddamshausen und Cyriaxweimar ab der Haltestelle am Platz der Weißen Rose oder endet dort als 17(8). Historisch ist die Alte Weinstraße auf dem Höhenrücken oberhalb der Lahn, heute eine Route des Radverkehrsnetzes und ein Abschnitt des Lahnwanderwegs.

### Bildung
Im Stadtteil Ockershausen befinden sich außergewöhnlich viele Schulen der Stadt Marburg: Elisabethschule, Gymnasium Philippinum, Freie Waldorfschule, Die Kaufmännischen Schulen, Sophie-von-Brabant Schule, Freie Schule, Bettina-von-Arnim-Schule, Daniel-Cederberg-Schule, Julie-Spannagel-Schule.
Im Stadtteilzentrum Stadtwald bietet die Initiative für Kinder-, Jugend- und Gemeinwesenarbeit (IKJG) Bildungs- und Beratungsangebote an; dort finden im Wechsel mit der Alten Schule auch die Ortsbeiratssitzungen statt.

### Sporteinrichtungen
In Ockershausen befindet sich mit dem rund 12.000 Zuschauer fassenden Georg-Gaßmann-Stadion nebst Sporthalle die größte Sportstätte Marburgs. Dort finden regelmäßig Sportveranstaltungen, wie zum Beispiel die Spiele der Marburg Mercenaries oder die Bundesligaspiele des Damen-Basketball-Bundesligisten BC Marburg, statt.